# Glyphodes scheffleri
Glyphodes scheffleri là một loài bướm đêm trong họ Crambidae.